# 莱潘勒拉克
莱潘勒拉克（法語：Lépin-le-Lac，法語發音：[lepɛ̃ lə lak]）是法国萨瓦省的一个市镇，属于尚贝里区。

## 地理
莱潘勒拉克（45°32'7"N, 5°47'40"E）面积5.11 平方千米，位于法国奥弗涅-罗讷-阿尔卑斯大区萨瓦省，该省份为法国东部省份，历史上为薩伏依的一部分，北起上萨瓦省，西接伊泽尔省和安省，南部和东部与上阿尔卑斯省和意大利接壤。
与莱潘勒拉克接壤的市镇（或旧市镇、城区）包括：艾格伯莱特勒拉克、阿蒂尼亚-翁桑、拉布里杜瓦尔、圣阿尔邦德蒙贝勒、维米讷。
莱潘勒拉克的时区为UTC+01:00、UTC+02:00（夏令时）。

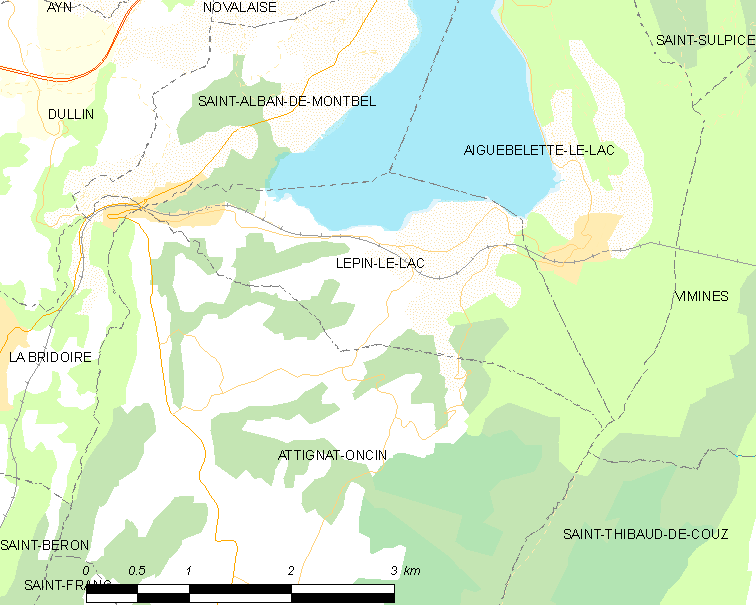
莱潘勒拉克的OSM定位图

## 行政
莱潘勒拉克的邮政编码为73610，INSEE市镇编码为73145。

## 政治
莱潘勒拉克所属的省级选区为勒蓬德博瓦桑县。

## 人口

1962-2008年间莱潘勒拉克人口变化图示

莱潘勒拉克于2022年1月1日时的人口数量为466人。